# Félix Rocquain
Théodore Félix Rocquain (* 3. März 1833 in Vitteaux (Département Côte-d’Or); † 6. November 1925 in Paris) war ein französischer Historiker und Archivar.

## Leben
Er studierte an der École nationale des chartes, wo er 1854 ein Diplom als Archivar erwarb. Er wurde an die Archives nationales berufen, wo er Leiter der modernen Abteilung war. Für seine Arbeiten über die Geschichte der französischen Institutionen erhielt er 1879 den Prix Thérouanne der Académie française und 1884 den Prix Audiffret der Académie des sciences morales et politiques. Im Jahr 1891 wurde er zum Mitglied der Académie des sciences morales et politiques gewählt.

## Veröffentlichungen
- Lucy Vernon (1862)
- L’État de la France au 18 brumaire, d’après les rapports des conseillers d’État chargés d’une enquête sur la situation de la République, avec pièces inédites de la fin du Directoire (1874) Online
- Napoléon et le roi Louis, d’après les documents conservés aux Archives nationales (1875)
- Études sur l’ancienne France : histoire, mœurs, institutions (1875) Online
- L’Esprit révolutionnaire avant la Révolution, 1715–1789 (1878). Reprint : Slatkine, Genf, 1971. Prix Thérouanne en 1879.Online
- La Papauté au Moyen Âge. Nikolaus I., Gregor VII., Innozenz III., Bonifatius VIII., études sur le pouvoir pontifical (1881) Online
- La Cour de Rome et l’esprit de réforme avant Luther (3 Bände, 1893–1897)
- La France et Rome pendant les guerres de religion (1924)
- Inventaire des Archives de l’Hôtel-Dieu de Pontoise. Dressé en 1858 et précédé d’une introduction (1924)